# Jeffrey Wooldridge
Jeffrey Marc Wooldridge (* 1960) ist ein US-amerikanischer Ökonometriker an der Michigan State University.
Wooldridge studierte Informatik und Wirtschaft an der University of California (1982) und erhielt dort seinen Ph.D. in Wirtschaft 1986. Er war fünf Jahre Assistenz-Professor für Wirtschaftswissenschaften am Massachusetts Institute of Technology und ab 1993 Professor an der Michigan State University.
Wooldridge ist Fellow der Econometric Society. 1991 erhielt er von der Alfred P. Sloan Foundation ein Forschungsstipendium (Sloan Research Fellowship). Er ist bekannt für seine Buchveröffentlichungen im Bereich Ökonometrie.

## Veröffentlichungen
- Introductory econometrics: A modern approach. Nelson Education, 2015. ISBN 978-1-305-27010-7
- Econometric analysis of cross section and panel data. MIT Press, 2010. ISBN 978-0-262-23258-6